# Asami Sanada
Asami Sanada (真田 アサミ (Sanada Asami?), nacida el 8 de septiembre de 1977) es una actriz japonesa originaria de la Prefectura de Nagano. Ha interpretado papeles destacados como Vita en la serie Magical Girl Lyrical Nanoha, Jun Sakurada en Rozen Maiden, Kurumi Tokisaki en Date A Live, Sawako Yamanaka en K-On! y Dejiko en Di Gi Charat.

## Filmografía

### Anime
1999
- Di Gi Charat – Dejiko/Di Gi Charat
- Pokémon – Charmaine

2000
- Mon Colle Knights – Rey Cocinero del Calor, del Sur
- ¡Daa! ¡Daa! ¡Daa! – Seiya Yaboshi
- Muteki Ō Tri-Zenon – Ai Kamui

2001
- Sugar, la hada de nieve – Phil
- Angel Tales – Nana
- Mahoromatic – Chizuko Oe

2002
- Gekitō! Crush Gear Turbo – Michael Steiner
- One Piece – Carol
- Lightning Attack Express – K-kun, Suguru Shinagawa
- Mahoromatic: Algo aún más bello – Chizuko Oe
- Petite Princess Yucie – Estudiante A (ep. 8)
- Sister Princess: Re Pure – Niño
- Galaxy Angel A – Mesera Robot (ep. 9)

2003
- Mouse – Uta Yukino
- Nanaka 6/17 – Domiko Mágica
- Di Gi Charat Nyo! – Di Gi Charat / Dejiko (Chocolat)
- Tantei Gakuen Q – Momoko Tachikawa
- Shadow Star Narutaru – Shiina Tamai
- The Galaxy Railways – Louise Fort Drake

2004
- Cromartie High School – Dejiko
- Este feo pero hermoso mundo – Mari Nishino
- Bleach – Hashigami, Kanisawa, Michuru Ogawa, Rizu, Tojoin Heita, Waineton, Zabimaru
- Rozen Maiden – Jun Sakurada

2005
- Pandalian – Kiddo
- Elemental Gelade – Serena
- Fushigiboshi no Futago Hime – Milky
- Ah My Buddha – Muñeca occidental
- Akahori Gedō Hour Rabuge – Dedeko
- Magical Girl Lyrical Nanoha A's – Vita
- Rozen Maiden: Träumend – Jun Sakurada

2006
- Amaenaide yo!! Katsu!! – Kazuki Kazusano
- Key Princess Story: Eternal Alice Rondo – Moyu Moegihara
- Hime-sama Goyojin – Rasse
- Ah! My Goddess: Flights of Fancy – Shiho Sakakibara
- La Corda D'Oro: primo passo – Joven Yunoki Azuma
- Galaxy Angel Rune – Sospechoso oscuro (Di Gi Charat/Dejiko) (ep. 5), Kamisama (Di Gi Charat/Dejiko) (ep. 9), Kuroki
- Ginga Tetsudo Monogatari: Eien e no Bunkiten – Louise Fort Drake
- Code Geass: Lelouch of the Rebellion – Estudiante (ep. 3), Chica (ep. 6)
- Fushigiboshi no Futago Hime Gyu! – Athlee
- Venus to Mamoru – Emelenzia Beatrix Rudiger
- Rozen Maiden: Ouvertüre – Jun Sakurada, Sarah
- Di Gi Charat: Winter Garden – Di Gi Charat
- The Galaxy Railways: A Letter from the Abandoned Planet – Louise Fort Drake

2007
- Les Misérables: Shoujo Cosette – Daniel
- Magical Girl Lyrical Nanoha StrikerS – Vita
- Sayonara, Zetsubou-Sensei – Matoi Tsunetsuki

2008
- Zoku Sayonara Zetsubō Sensei – Matoi Tsunetsuki
- Porfy no Nagai Tabi – Morris
- Noramimi – Smith
- Kurenai – Tamaki Mutō
- Antique Bakery – Joven Keiichiro Tachibana
- Strike Witches – Chris
- Negibōzu no Asatarō – Ringo no Orin

2009
- Maria Holic – Kanako Miyamae
- K-ON! – Sawako Yamanaka
- Zan Sayonara Zetsubō Sensei – Matoi Tsunetsuki
- Mahoromatic: I'm Home! – Chizuko Oe

2010
- Bakugan Battle Brawlers: New Vestroia – Purandon
- K-ON!! – Sawako Yamanaka
- Digimon Fusion – Spadamon

2011
- Freezing – Lewis L. Bridgette
- Nichijou – Escolar
- Maria Holic: Alive – Kanako Miyamae
- Nura: Rise of the Yokai Clan: Demon Capital – Pato Keikain
- Future Diary – Reisuke Hōjō[2]

2012
- Humanity Has Declined – Fairy
- Koi to Senkyo to Chocolate – Hidaka Shiohama

2013
- Date A Live – Kurumi Tokisaki[3]
- Valvrave the Liberator – Eri Watari
- Rozen Maiden: Zurückspulen – Joven Jun Sakurada[4]
- Freezing Vibration – Lewis L. Bridgette (Joven)
- Valvrave the Liberator Season 2 – Eri Watari

2014
- Inari Kon Kon – Kamu-O-Ichi-Hime
- Date A Live II – Kurumi Tokisaki
- Pripara – Garuru

2015
- Magical Girl Lyrical Nanoha ViVid – Vita

2017
- Chaos;Child – Mio Kunosato[5]

2018
- Fate/Extra Last Encore – Rani VIII

2019
- Date A Live III – Kurumi Tokisaki
- YU-NO: A Girl Who Chants Love at the Bound of this World – Sayless[6]

2020
- Date A Live Fragment: Date A Bullet – Kurumi Tokisaki[7]

2021
- Kaginado – Misuzu Kamio, Sayuri Kurata[8]

2022
- Date A Live IV – Kurumi Tokisaki
- Reiwa no Di Gi Charat – Di Gi Charat[9]

2024
- Date A Live V – Kurumi Tokisaki

## Videojuegos
- K-On! Hōkago Live!! (2010) – Sawako Yamanaka
- Fate/Extra (2011) – Rani VIII
- Tales of Xillia (2011) – Musee
- Tales of Xillia 2 (2012) – Musee
- Fate/Extra CCC (2013) – Rani VIII
- Disorder 6 – Hinako[10]
- Super Heroine Chronicle (2014) – Di Gi Charat[11]
- Hyper Galaxy Fleet (2015) – Tominaga Kaoru
- Sakura Angels (2015) – Hikari[12]
- YU-NO: A Girl Who Chants Love at the Bound of this World (2017 Remake) – Sayless
- Action Taimanin (2011) – Aina Winchester